# Football Club Kamza
El Football Club Kamza, más conocido como Kamza es un equipo de fútbol de Albania que juega en la Kategoria e Parë, la segunda liga de fútbol más importante del país.

## Historia

### Antecedentes
El primer partido de fútbol que se jugó en Kamëz tuvo lugar el 26 de julio de 1908, como una celebración de la Revolución de los Jóvenes Turcos, que fue iniciada 16 días antes por Ahmed Niyazi Bey, que era albanés. El partido fue organizado por Refik Toptani y contó con dos grupos de jóvenes de Kamëz y Tirana, llamados Tërkuzaj y Agimi, respectivamente. El partido tuvo lugar en un campo cerca de la casa de Toptani, que es la ubicación actual de la Universidad Sevasti & Parashqevi Qirjazi, cerca de la Universidad Agrícola de Tirana en Kodër Kamëz. Alrededor de 1.200 personas se reunieron en el área de Tirana para celebrar y ver el partido, que comenzó a las 17:00 y terminó en un empate 3-3. Aunque el partido no se jugó de acuerdo con las reglas, ya que no había marcas de campo o travesaños, todavía se considera que es el primer partido de fútbol que se juega en Kamëz, así como el primer derbi de Tirana. Las dos partes se encontraron cinco veces en los amistosos celebrados entre 1908 y 1916, con Terkuzaj Kamëz ganando una vez y Agimi Tiranë ganando tres veces, con las dos partes empatando el primer partido. Terkuzaj es considerado el actual club anterior del Kamza, ya que es el primer equipo registrado que representó a Kamëz en un partido de fútbol, más de 28 años antes del establecimiento de Kamza.

### Historia temprana
El club fue fundado el 10 de septiembre de 1936 y se llamó Kamza hasta 1949, cuando el nombre del club se cambió a Ndërmarrja Bujqësore e Shtetit Ylli Kuq Kamëz, antes de ser revertido a Kamza en 1950. Entre 1953 y 1990 el club se llamó Dajti Kamëz, después Mount Dajt. Entre 1993 y 2001 el club se llamó Kamza, antes de ser rebautizado como Dajti Kamëz en 2001. En 2009, el club volvió a llamarse Kamza.

### Historia reciente
En noviembre de 2006, el empresario local Naim Qarri fue elegido presidente e inversionista principal del club, mientras competían en la Kategoria e Dytë, el tercer nivel de fútbol en Albania. El club terminó en la cima de la tabla en el grupo B y llegó a la final del campeonato contra el Bylis Ballsh, que terminó en una derrota por 5-3 en una tanda de penaltis tras empatar 1-1 en 120 minutos. Fueron promovidos a la Kategoria e Parë en la campaña 2007-08, donde terminaron comódamente en la mitad de tabla con la ayuda de los 14 goles de Julian Malo. La temporada siguiente demostró ser igual de cómoda, ya que el club terminó sexto de 16 equipos. La temporada 2009-10 resultó ser la mejor hasta la fecha, ya que terminaron 3° y se clasificaron para el play-off de promoción, pero perdieron por poco la promoción automática a la Superliga de Albania por diferencia de goles, con el Elbasani llevándolos al 2° lugar. El club enfrentó al Skënderbeu Korçë en el play-off de promoción el 26 de mayo en el Elbasan Arena, donde perdió 1-0 ante un gol de Klodian Asllani en el minuto 2. El Kamza continuó su buena forma en la siguiente campaña y una vez más terminó tercero, pero debido a un cambio de formato lograron la promoción automática. Cerraron el ascenso a la Superliga por primera vez en sus 75 años de historia después de una victoria por 4-1 sobre el Partizán de Tirana el 4 de mayo de 2011. Al día siguiente se celebró la promoción en el Kamëz Stadium, que conmemora la historia del club y el logro histórico.
El club contrató a Ernest Gjoka como entrenador y comenzó a armar un equipo con el objetivo de evitar el descenso en la Superliga. La mayoría del equipo anterior se disolvió y varios jugadores nuevos firmaron en el verano antes de que el club hiciera su debut en la élite el 11 de septiembre de 2011 contra el Flamurtari Vlorë, que terminó con una derrota por 2-1. Gledi Mici anotó el primer gol en la Superliga en el minuto 48 para empatar el marcador, antes de que Halim Begaj anotara un último gol para el Flamurtari. La primera victoria del club llegó en el siguiente partido contra el Vllaznia Shkodër, ya que el gol de Eleandro Pema en el minuto 47 fue suficiente para asegurar la primera victoria del club en su primer partido en casa en la máxima categoría.

## Estadio
El club juega sus partidos de local en el Estadio Kamëz, que es propiedad y está operado por el Municipio de Kamëz y tiene una capacidad de alrededor 5.500 espectadores. El estadio se completó en 2008 e inicialmente tenía una tribuna principal con una pequeña cantidad de asientos vip y escalones de concreto a cada lado de la tribuna principal para que los fanáticos puedan ver los partidos. El Municipio invirtió regularmente en el estadio para mejorar las condiciones, y en 2012 se comenzó a trabajar en la construcción de un nuevo puesto de 1.300 plazas en el lado este del estadio, frente a la tribuna principal. La tribuna B se completó oficialmente en febrero de 2014, ya que se instalaron 1.300 asientos de plástico en 9 escalones de concreto. Durante el verano de 2016, el campo fue reemplazado, por lo que es una de las mejores superficies de juego no solo en la Superliga de Albania, sino también en el país.

## Palmarés
- Kategoria e Parë: 1 (2016-17)
- Kategoria e Dytë: 2 (1986-87; 1997-98)

## Jugadores

### Mercado de pases
| Gastos: € 40.000 |

| Incorporaciones | Incorporaciones  | Incorporaciones | Incorporaciones        | Incorporaciones | Incorporaciones | Incorporaciones |
| Dorsal          | Jugador          | Posición        | Procedencia            | Tipo            | Costo           | Nota            |
| Verano          | Verano           | Verano          | Verano                 | Verano          | Verano          | Verano          |
| --------------- | ---------------- | --------------- | ---------------------- | --------------- | --------------- | --------------- |
| 1               | Mario Kirev      | Portero         | Nea Salamina Famagusta | Libre.          | € 0             |                 |
| 2               | Xhuljan Turhani  | Defensa         | Llapi                  | Libre.          | € 0             |                 |
| 3               | Claudio Bonanni  | Defensa         | Caratese               | Libre.          | € 0             |                 |
| 20              | Orjad Beqiri     | Defensa         | Luftëtari Gjirokastër  | Libre.          | € 0             |                 |
| 21              | Olsi Teqja       | Defensa         | Shkëndija Tetovo       | Libre.          | € 0             |                 |
| 8               | Argjend Malaj    | Mediocampista   | Skënderbeu Korçë       | Libre.          | € 0             |                 |
| 17              | Majkel Peçi      | Mediocampista   | Korabi                 | Libre.          | € 0             |                 |
| 38              | Nurudeen Orelesi | Mediocampista   | Vllaznia Shkodër       | Libre.          | € 0             |                 |
| 88              | Plarent Fejzaj   | Mediocampista   | Burreli                | Libre.          | € 0             |                 |
| --              | Klevis Sadiku    | Mediocampista   | Kukësi                 | Libre.          | € 0             |                 |
| 7               | Ognjen Rolović   | Delantero       | Kerċem Ajax            | Libre.          | € 0             |                 |
| 9               | Néstor Martinena | Delantero       | Sportivo Desamparados  | Libre.          | € 0             |                 |
| 10              | Sebino Plaku     | Delantero       | Kukësi                 | Libre.          | € 0             |                 |
| 29              | Niko Zisi        | Delantero       | Bylis Ballsh           | Traspaso.       | € 40.000        |                 |
| Invierno        |                  |                 |                        |                 |                 |                 |
| --              | David Izazola    | Delantero       | Churchill Brothers     | Libre.          | € 0             |                 |

| Ingresos: € 0 |

| Desvinculaciones | Desvinculaciones | Desvinculaciones | Desvinculaciones | Desvinculaciones | Desvinculaciones | Desvinculaciones |
| Dorsal           | Jugador          | Posición         | Procedencia      | Tipo             | Costo            | Nota             |
| Verano           | Verano           | Verano           | Verano           | Verano           | Verano           | Verano           |
| ---------------- | ---------------- | ---------------- | ---------------- | ---------------- | ---------------- | ---------------- |
| 1                | Fabio Gjonikaj   | Portero          | Kosova Vushtrria | Libre.           | € 0              |                  |
| 3                | Taulant Kuqi     | Defensa          | Agente libre.    | Libre.           | € 0              |                  |
| 4                | Armando Rami     | Defensa          | Agente libre.    | Libre.           | € 0              |                  |
| 8                | Vangjel Zguro    | Defensa          | Kukësi           | Libre.           | € 0              |                  |
| 24               | Igor Cukovic     | Defensa          | Agente libre.    | Libre.           | € 0              |                  |
| 99               | Léo Lelis        | Defensa          | Agente libre.    | Libre.           | € 0              |                  |
| --               | Dmitri Simonov   | Defensa          | Agente libre.    | Libre.           | € 0              |                  |
| 7                | Ersil Ymeraj     | Mediocampista    | Kastrioti Krujë  | Libre.           | € 0              |                  |
| 10               | Demir Imeri      | Mediocampista    | Kemi             | Libre.           | € 0              |                  |
| 20               | Besnik Syziu     | Mediocampista    | Agente libre.    | Libre.           | € 0              |                  |
| 21               | Alfred Zefi      | Mediocampista    | Bylis Ballsh     | Libre.           | € 0              |                  |
| 69               | Arbër Basha      | Mediocampista    | Narva Trans      | Libre.           | € 0              |                  |
| --               | Albi Koldashi    | Mediocampista    | Besa Kavajë      | Libre.           | € 0              |                  |
| --               | Khasan Khatsukov | Mediocampista    | Agente libre.    | Libre.           | € 0              |                  |
| 7                | Realdo Fili      | Delantero        | Skënderbeu Korçë | Libre.           | € 0              |                  |
| 17               | Stevan Račić     | Delantero        | Agente libre.    | Libre.           | € 0              |                  |
| Invierno         |                  |                  |                  |                  |                  |                  |
| --               | Bandera de ?     |                  | Bandera de ?     | .                |                  |                  |

| Balance: € -40.000 |

- Actualizado el 1 de enero de 2019